# Мотоциклетний шолом

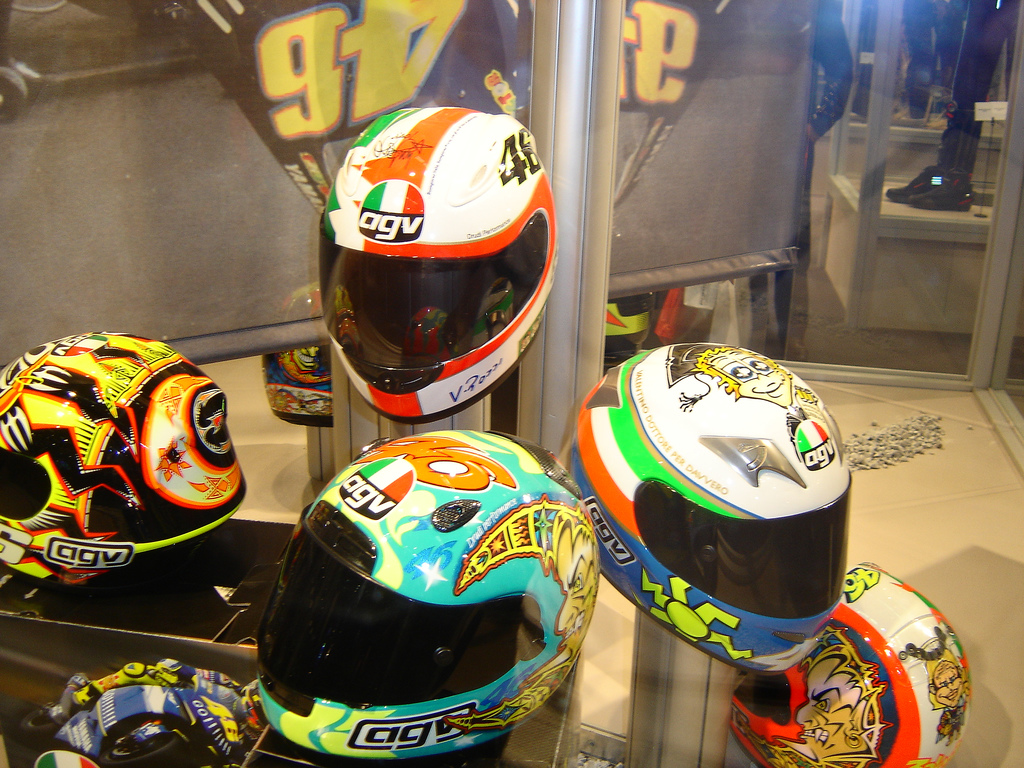
Колекція мотоциклетних шоломів, в яких виступав гонщик MotoGP Валентіно Россі

Мотоциклетний шолом, мотошолом (англ. motorcycle helmet, нім. Motorradhelm) — тип шолома, захисний головний убір, який використовується водіями мотоциклів при їзді. Основною функцію мотоциклетного шолома є забезпечення безпеки мотоцикліста: захистити голову при ударі, тим самим запобігаючи або зменшуючи травми голови та врятувати життя водія. Деякі шоломи забезпечують додаткові зручності, такі як вентиляцію, додатковий захист вух, навушники та інше. У більшості країн світу їзда на мотоциклі чи мопеді без мотошолома заборонена.

## Історія
Історія винаходу мотошолома пов'язана з Томасом Едвардом Лоуренсом, також відомим під прізвиськом Лоуренс Аравійський (вважається, що саме він став праобразом Джеймса Бонда). Одного разу Лоуренс їхав на мотоциклі Brough Superior SS100 вузькою доріжкою недалеко від свого котеджу Клауд Гіллс у графстві Дорсет (Південно-Західна Англія). Видимість була обмеженою. Дорога несподівано пірнула вниз, і він раптово побачив двох хлопчиків, що їхали на велосипедах. Уникаючи зіткнення, Лоренс відхилився, втратив керування, і його викинуло через кермо вперед. В результаті аварії, він отримав важку черепно-мозкову травму, яка стала причиною коми. Через шість днів Томас Лоуренс помер, не приходячи до притомності.
Після аварії Лоуренс опинився на столі молодого нейрохірурга Хью Кернса. Той бився над порятунком життя Лоуренса, проте безуспішно. Х'ю був вражений цією смертю, тому вирішив провести наукову роботу. Кернс зробив велике багаторічне дослідження, проаналізувавши 2279 випадків загибелі мотоциклістів. Це стало однією з головних передумов для початку вивчення і створення засобів безпеки для мотоциклістів.
Іншою причиною виникнення мотоциклетного шолому була гонка в розробці найшвидшого мотоцикла між Harley-Davidson та Indian Motorcycles в США. Велика швидкість агрегатів привела до різкого збільшення кількості ДТП, і, відповідно, фатальних випадків. Це так само спонукало багатьох розробників взятися за створення шоломів.
На початку 1950-х років Британський інститут стандартів за завданням Міністерства транспорту Великої Британії вперше в світі сформулював набір вимог і способи випробувань, яким повинні відповідати мотошоломи.
У 1953 році професор Університету Південної Каліфорнії Чарльз Ломбард вперше запатентував мотоциклетний шолом. Він запропонував конструкцію, яка поглинала енергію удару і розподіляла її по всій «шкаралупі». Шоломи увійшли в ужиток переважної більшості шанувальників високих швидкостей.
До пори, до часу все було добре. Але у 1956 році під час аматорської гонки загинув відомий спортсмен-аматор Вільям «Піт» Снелл. Його шолом не витримав удару і розколовся разом з головою гонщика. Стало зрозуміло, що вибір шолома став визначальним для безпеки мотогонщика. Вдова Піта і його друзі організували фонд «Snell Memorial Foundation», в рамках якого протягом року було підготовлено ґрунтовний список тестів для перевірки шоломів. SMF існує донині. Фонд оновлює вимоги до методик перевірки шоломів приблизно раз на п'ять років. Його стандарти найжорсткіші.

## Класифікація
Конструкція шоломів в більшості випадків визначається умовами застосування мотоцикла.
- Шолом типу «Інтеграл» (англ. full face) — шолом з інтегрованим захистом підборіддя, повністю закриває голову мотоцикліста. Включає відкидний візор (захисне скло). Моделі шоломів цієї конструкції іноді критикуються за недолік вентиляції. Варіанти таких шоломів, призначені для їзди по бездоріжжю, випускаються часто без захисного скла та із збільшеним козирком для збільшення вентиляції. У той же час конструкція шолома забезпечує найкращий захист, оскільки в 35 % всіх аварій основний удар припадає в район підборіддя мотоцикліста.
- Модуляр, або «Фліп-ап» (англ. modular, «flip-up») — закритий шолом з високим ступенем захисту. Також як і в інтегралі, голова повністю захищена. Можна відкидати вгору не лише забрало, але й всю підборідну дугу шолома. Вирішує таку проблему інтеграла, як неможливість попити (покурити) без зняття шолома. Недоліки: висока ціна, найбільша вага серед всіх типів шоломів, більший у порівнянні з інтегралом рівень аеродинамічних шумів. На деяких моделях відзначалися випадки відкидання підборідної дуги в момент удару.
- Позашляховий, або мотокросовий (англ. off-road, motocross) — різновид шолома-інтеграла для мотокросових гонок з високим ступенем захисту. Підборідна дуга посилена і висунута вперед для полегшення дихання. Для захисту обличчя від каменів з-під коліс встановлюється довгий козирок. Візор відсутній, шолом використовується тільки в комплекті з захисними окулярами. Через складну форму, на високих швидкостях шолом передає більший, в порівнянні з інтегралом, аеродинамічний тиск на голову мотоцикліста.
- Відкритий шолом, або «три чверті» (англ. open face, 3/4 helmet) — відкритий шолом без підборідочної дуги з невисоким ступенем захисту. Візор може як бути присутнім, так і відсутнім. Деякі моделі включають сонцезахисний козирок. Переваги: дешевизна, мала маса, немає проблем з обдувом і оглядом. Призначені для їзди з невеликою швидкістю: на скутерах, мотоциклах невеликої кубатури, чопперах, та/або в жарку погоду. Відкриті шоломи також поділяють на два типи: «3/4» — закривають три чверті голови і «половинка» — найлегший тип шолома.
- Шолом-каска, або напівшолом (англ. half helmet) — історично прабатько мотошоломів. Матеріали: шкіра, метал, пластик. Ступінь захисту — мінімальний. В даний час використовується як елемент епатажу деяких байкерів, або як формальний елемент екіпіровки.